# Сеть 2.0
«Сеть 2.0» (англ. The Net 2.0)» — художественный фильм, снятый режиссёром Чарльзом Уинклером по сценарию Роберта Кауэна. Является сиквелом триллера 1995 года «Сеть», хотя не имеет прямого отношения к оригиналу. Премьера состоялась 7 февраля 2006 года.
Слоган фильма — «Без денег. Без документов. Без выхода»(англ. «No. Money. No. Identity. No. Way Out»).

## Сюжет
По улицам Стамбула от преследователей убегает молодая женщина. Её ловят и сажают в тюрьму по обвинению в убийстве и краже 14 000 000 долларов. Отчаявшись спасти себя, она начинает свою историю в серии воспоминаний, из которых становится известно, что её зовут Хоуп Кэссиди и она молодой аналитик в сфере компьютерных систем. Она устраивается на высокооплачиваемую работу в Стамбуле в компании Suzer International, где она будет обеспечивать безопасность сети одной русской компании. Она пытается уговорить своего друга отправиться с ней, но он отказывается, поэтому она разрывает с ним все отношения. Пока она разговаривает с ним в кафе, её мобильный компьютер перезагружается, но этот небольшой инцидент она игнорирует.
На следующий день во время перелёта дружелюбная стюардесса преподносит Надежде шампанское и браслет в качестве подарка. Пока они говорят, суммы на её счетах опускаются до нуля. Сразу после приезда она узнаёт от сотрудника иммиграционной службы, что у неё туристическая виза и ей необходимо посетить американское консульство, чтобы продлить свой паспорт. Затем она встречает таксиста, который отвозит её в Султанахмет Палас Отель. Она получает номер и когда собирается лечь спать, слышит сигнал тревоги, после чего узнаёт, что не должна возвращаться в номер в течение часа. 
Затем она встречает американца, известного как Келли Росс. Во время прогулки в парке они наталкиваются на продавца шарфов. Когда она возвращается в американское консульство чтобы получить новый паспорт, она обнаруживает, что в нём указано неправильное имя. Она узнаёт, что её личность была украдена. По приезде в офис она обнаруживает другую Хоуп Кэссиди, а также то, что на её счету появились $40 000 000, и людей, которые хотят её убить. Все люди, которые её знали, были найдены мёртвыми. 
В итоге, она узнаёт, что за всем этим стоят русские торговцы оружием, а также, что продавец шарфов и стюардесса на самом деле являются агентами Интерпола. Хоуп помогает им поймать торговцев оружием, но в процессе получает ранение. В конце концов она спрашивает у стюардессы, как та нашла её, и оказалось что в браслет был встроен маячок, который отправлял её координаты в интерпол. На самолёте Хоуп улетает в обратно в США.

## В ролях
- Никки Делоач —  Хоуп Кэссиди
- Шебнем Дёнмез —  Роксолана
- Демет Акбаг —  доктор Кавак
- Ченгиз Боскурт —  офицер полиции
- Сельма Эргеч —  девушка в приёмной
- Гювен Кырач — Осман
- Чарльз Уинклер —  работник посольства